# Frontinellina locketi
Frontinellina locketi là một loài nhện trong họ Linyphiidae.
Loài này thuộc chi Frontinellina. Frontinellina locketi được van Helsdingen miêu tả năm 1970.